# Tenuipalpus zeyheri
Tenuipalpus zeyheri är en spindeldjursart som beskrevs av Meyer 1993. Tenuipalpus zeyheri ingår i släktet Tenuipalpus och familjen Tenuipalpidae. Inga underarter finns listade i Catalogue of Life.